# Ернст Карл Фалкбер
Ернст Карл Фалкбер (27. јун 1819 — 14. децембар 1885) је био аустро-угарски новинар и шахиста.

## Живот и каријера
Ернст Фалкбер се родио у Брну, граду који је 1819. године припадао Хабзбуршкој монархији, а који сада припада Чешкој републици. Фалкбер се преселио у Беч како би студирао права, али је на крају постао новинар. Током револуције 1848. напустио је Беч и почео да живи у Немачкој. 
Тек 1853. године било му је дозвољено да се врати у Беч. Две године касније, 1855, покренуо је први аустријски шаховски часопис, Wiener Schachzeitung (у дословном преводу значи: „Бечке шаховске новине“) који је постојао само неколико месеци. Умро је у Бечу 1885. године.

## Достигнућа
Фалкберов противгамбит, варијанта Краљевог гамбита, носи име по њему.